# Wassili Iwanowitsch Schwezow
Wassili Iwanowitsch Schwezow (russisch Василий Иванович Швецов; * 28. Februarjul. / 12. März 1898greg. im Dorf Lykowskaja, Gouvernement Nowgorod; † 1. Oktober 1958 in Leningrad, Sowjetunion) war ein sowjetischer Generaloberst (1954) und Teilnehmer am Großen Vaterländischen Krieg.

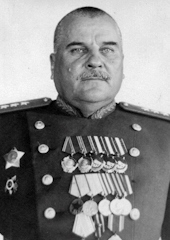
Wassili I. Schwezow

## Leben
Wassili Schwezow wurde 1898 im heutigen Bezirk Kaduisky bei Wologda geboren. Er stammte aus einer armen russischen Bauernfamilie, von 13 Kindern überlebten nur drei. Er absolvierte 3 Klassen der Schule in Malyschewo und 2 Klassen berufsbildende Schule in Wachonkino und wechselte dann bis 1917 nach Orjol. Vor dem Bürgerkrieg arbeitete er als Schreiner beim Bau von Brücken in Shonguj und an der Bahnhofstation Kola in Murmansk. Im Juni 1918 wurde er auf Kongress in Petrosawodsk zum Vorsitzenden der Prüfungskommission für Straßen der Murmansker Eisenbahn gewählt. Im Oktober 1919 trat er als Freiwilliger in die Rote Armee ein. Ab Juli 1920 studierte er in Moskau bei Ingenieurskursen, dann an der Petrograder Militäringenieurschule beim Petrograder Militärbezirk. Am Ende des Bürgerkriegs kämpfte er bei der Südfront gegen die Truppen der Weißgardisten. Nach der Niederlage von General Pjotr Wrangel nahm er an den Kämpfen gegen die bewaffnete Gruppe Machno teil und wurde dabei verletzt. 
Im Januar 1921 absolvierte er eine Technische Schule und wurde zum Moderator für mehrere  militärische Ingenieurkurse in Petrograd bestimmt. Im März 1921 beteiligte er sich an der Unterdrückung des Kronstädter Aufstands als Mitglied einer kombinierten Kadettenbrigade, wobei er als Zugkommandant fungierte. Ab Mai 1921 war er Kommandeur eines Bataillons des 6. Talitsky-Regiments im Militärbezirks Ural. Für seine militärische Leistungen erhielt er 1921 den Orden des Roten Banners. Im Januar 1922 wurde er Moderator mehrere Kommunikationskurse in Wladikawka beim Kommandanten des Militärbezirks Nordkaukasus. 
Von Juni bis September 1922 war er Taktiklehrer an der Petrograder Luftfahrtschule. 1923 absolvierte er die Höhere Militärpädagogische Schule in Petrograd. Ab November 1923 war er Taktiklehrer an der 8. Petrograder Infanterie-Schule. Von Oktober 1924 bis September 1926 war er Lehrer für Taktik an der Höheren Kavallerie-Schule der Roten Armee in Nowotscherkassk. 
1928 absolvierte er die Frunse-Militärakademie der Roten Armee. Nach dem Abschluss im Juli 1929 absolvierte er im Militärbezirk Ural ein Praktikum als Assistent beim Kommandanten des 132. Schützen-Regiments. Ab Mai 1930 wurde er auf die Orientalische Fakultät derselben Akademie geschickt, die er im Mai 1931 abschloss. 
Ab Juli 1935 Militärkommissar des 2. Lehrgangs an der Hauptfakultät und wurde im Dezember zum Oberst befördert. Am 11. April 1939 wurde er zum Brigadekommandeur befördert und im September 1939 wurde er Kommandeur der 133. Schützen-Division im Militärbezirk Sibirien.
Am 4. Juni 1940 wurde er zum Generalmajor befördert. Zu Beginn des Zweiten Weltkrieges wurde die 133. Division bei der 24. Armee eingegliedert, die im Juli 1941 neu formiert worden war. Im Juli 1941 wurde die Einheit an die Westfront versetzt und hatte im Raum Dorogobusch zu verteidigen. Ende August bis Anfang September 1941 beteiligte sich seine Division im Rahmen der Westfront an der Offensive um Jelnja.
Am 11. Dezember 1941 übernahm er das Kommando der 29. Armee der Kalinin-Front. Am 16. Dezember befreiten zwei Divisionen seiner Armee in Zusammenarbeit mit der 256. Schützen-Division der 31. Armee die Stadt Kalinin.
Anfang 1942 leitete Schwezow die militärischen Operationen der Armee in der Rschew-Wjasma-Angriffsoperation. Im Zuge der Schlacht konnte die 29. Armee zunächst durch die Front der deutschen 9. Armee einbrechen und wurde dann als Ergebnis eines deutschen Gegenangriffs selbst eingekreist. Der Kriegsrat der Armee zeigte sich trotz der extrem schwierigen Bedingungen als ausdauernd und organisierte bis April 1942 eine erfolgreiche Abwehr.
Ende Juli bis August 1942 beteiligte sich die 29. Armee an der Rschew-Sytschowka-Operation und unterstützte den linken Flügel der 30. Armee beim Angriff auf Rschew. Die sowjetischen Truppen konnten bis zu einer Tiefe von 30 km vordringen und erreichten die Wolga. Aufgrund von Fehlkalkulationen und taktischer Unfähigkeit seine Truppen im Bereich der Gridinski-Höhen zu führen, wurde er aber vom Kommando entfernt. Am 8. September 1942 wurde er zum stellvertretender Kommandeur der 3. Stoßarmee der Kalinin-Front ernannt. Im Zuge der Offensive auf Welikie Luki befehligte er die nördliche Einsatzgruppe dieser Armee und wurde dabei verwundet, worauf er vom 15. Februar bis 4. Mai 1943 ins Hospital musste. Nach seiner Gesundung wurde er am 18. Mai 1943 zum Befehlshaber der 4. Stoßarmee und am 16. Oktober 1943 zum Generalleutnant ernannt.
Anfang November 1943 beteiligten sich Teile der der 4. Stoßarmee an der Newel-Offensive. In der Zeit vom 30. Dezember 1943 bis Februar 1944 wurde der Frontvorsprung von Gorodok beseitigt. Von Februar bis April 1944 hatte er das Kommando der 21. Armee, welche in dieser Zeit in Reserve der Stawka stand. Am 3. Juli 1944 wurde er als Nachfolger von General Tscherepanow zum Kommandeur der 23. Armee der Leningrader Front ernannt. Seine Truppen führten während der zweiten Phase der Wyborg-Petrosawodsker Operation (Juli 1944) erfolgreiche Angriffe durch, um den Brückenkopf am Fluss Vuoksa zu erweitern. Nach Beendigung der Feindseligkeiten mit Finnland wurden die 23. Armee auf die alte Staatsgrenze am Karelischen Isthmus zurückgezogen, wo sie bis zum Ende des Krieges stationiert blieb.
Nach dem Krieg befehligte Schwezow weiterhin die Truppen der 23. Armee als Teil des Leningrader Militärbezirks. Im April 1948 wurde er zum Befehlshaber der 25. Armee des Bezirks Primorsk ernannt. Seit Mai 1953 war er Befehlshaber der 39. Armee im Militärbezirk Fernost und am 31. Mai 1954 wurde er zum Generaloberst befördert. Im September 1955 wurde er stellvertretender Kommandeur des Baltischen Militärbezirks. Daneben wurde er für die Periode 1954–1958 zum Abgeordneten des Rates des Obersten Sowjets der UdSSR gewählt. Ende April 1958 wurde er noch einer Beratergruppe des Generalstabs zugeordnet, am 1. Oktober 1958 ist er verstorben. Er wurde auf dem Kosakenfriedhof des Alexander-Newski-Klosters von Leningrad bestattet.